# Mercedes-Benz O520
Mercedes-Benz Cito O520 – niskopodłogowy autobus miejski o napędzie hybrydowym (silnik wysokoprężny i elektryczny) produkowany przez firmę Mercedes-Benz w latach 1999-2003.

## Galeria

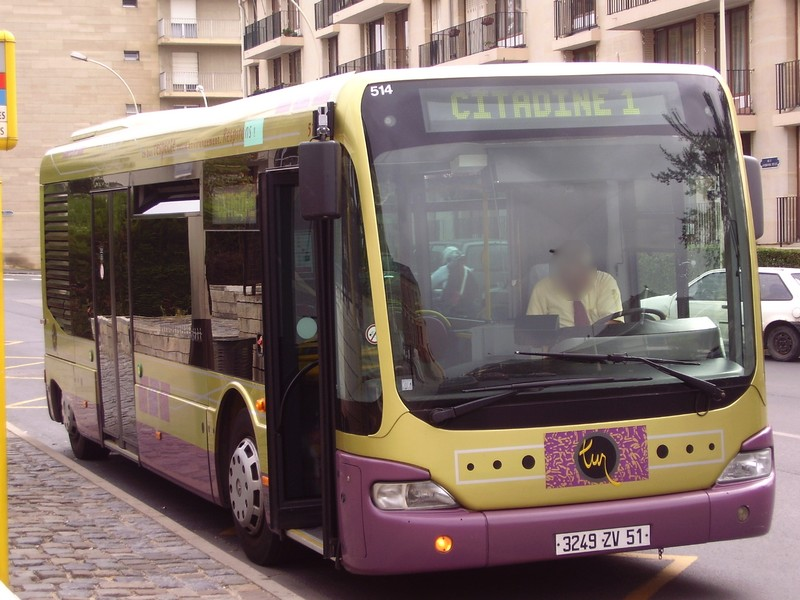
Przód Mercedesa Cito
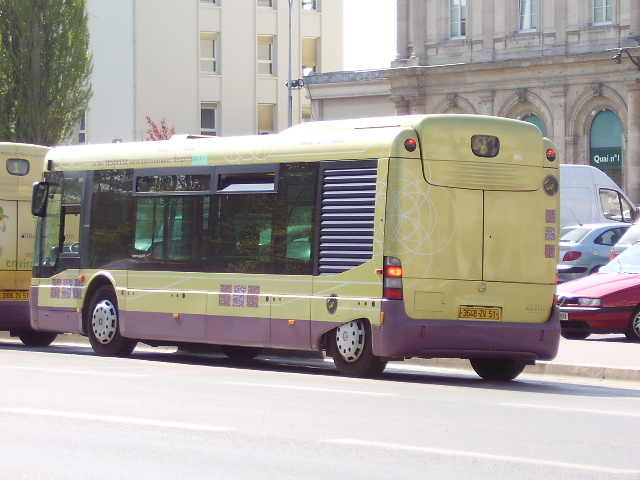
Tył Mercedesa Cito